# Inula montana
Inula montana es una planta de la familia de las asteráceas.

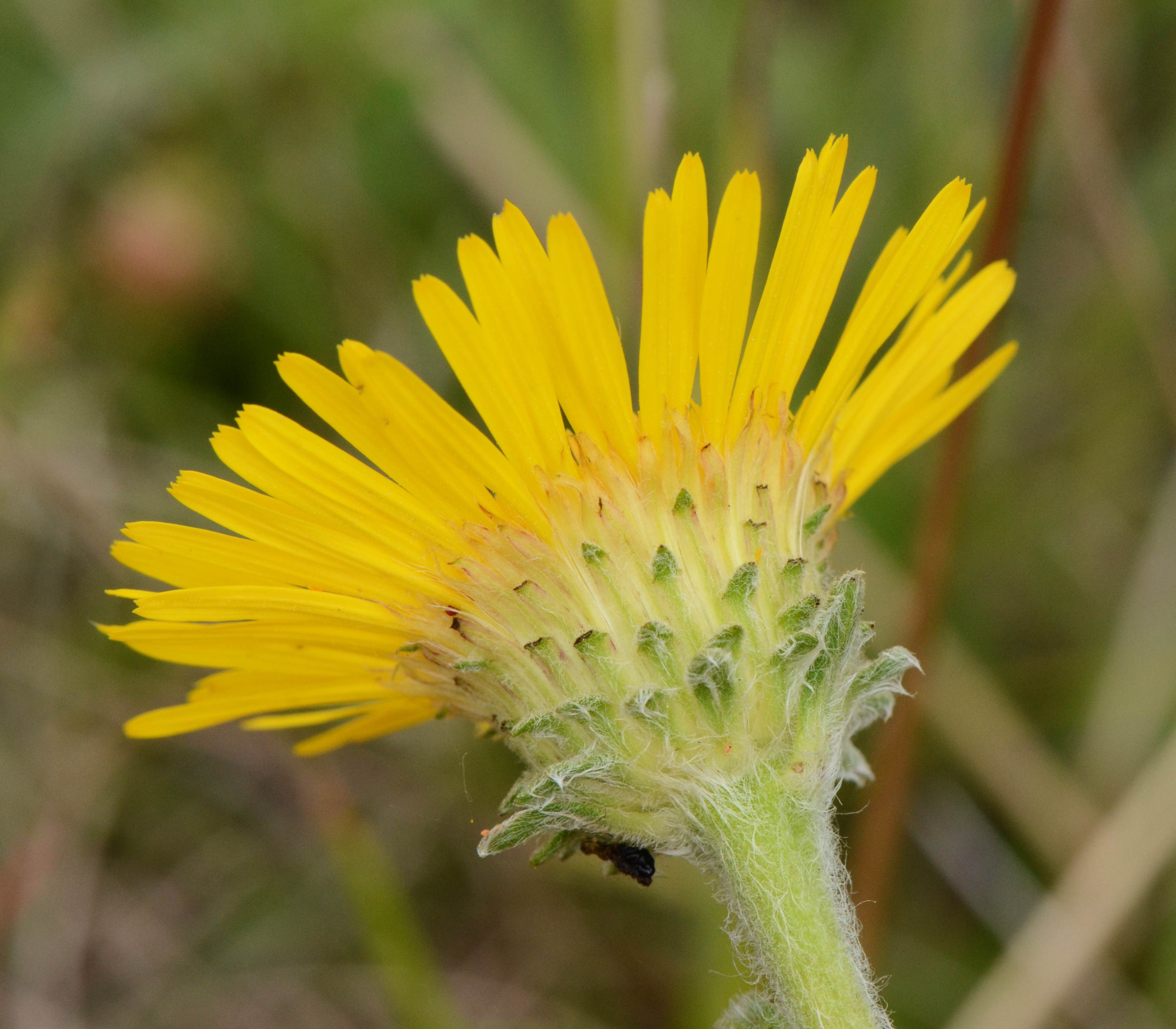
Flor

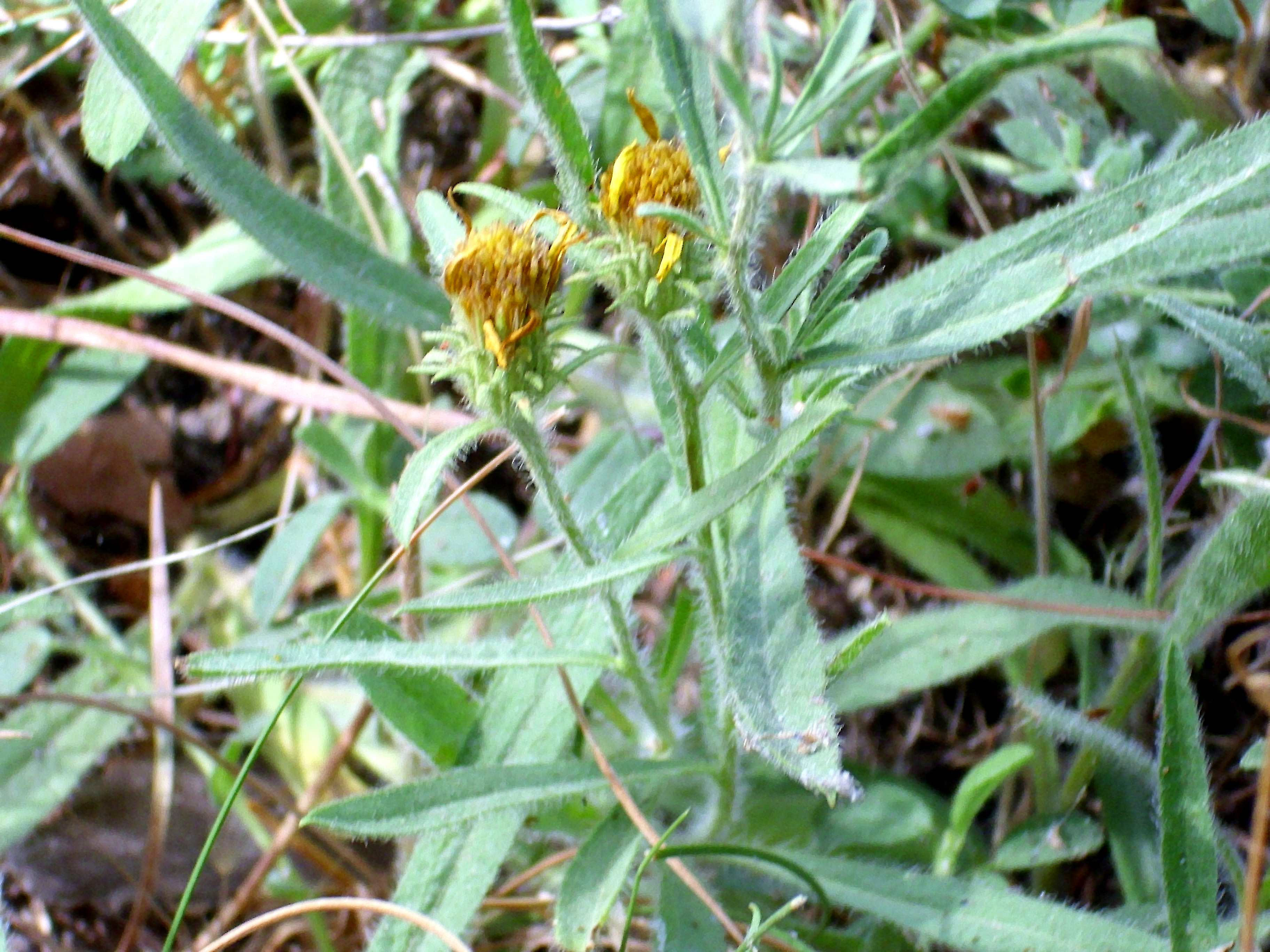
Frutos

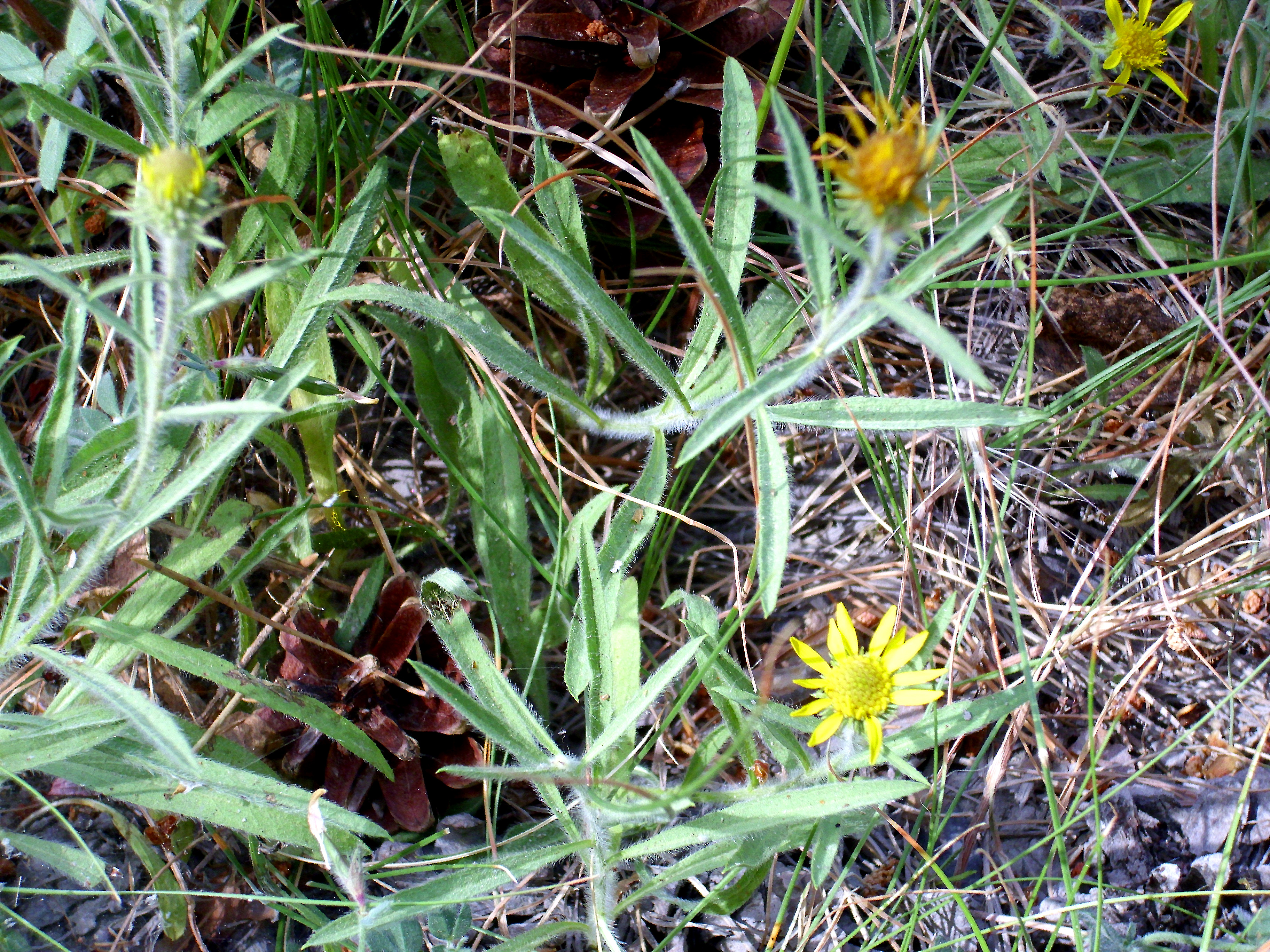
Hábito

## Descripción
La arnica pulguera (Inula montana) es una  planta vivaz de tallo erguido hasta alcanzar los 30 cm de altura, con hojas alternas, lanceoladas, las basales con un breve pecíolo, las demás sentadas, y todas vellosas especialmente en el envés.
El tallo remata en una cabezuela amarilla de 4-5 cm de diámetro, con lengüetas radiales periféricas, rodeada de un involucro de brácteas desiguales, las externas lanceoladas, las internas más estrechas, tomentosas. Frutos de 2-3 cm, vellosos, con corona de pelos. Florece desde finales de primavera y durante el verano.

## Hábitat
En suelos secos y pedregosos preferentemente calcáreos.

## Distribución
En el Mediterráneo occidental, en el este hasta el este de Italia.

## Taxonomía
Inula montana fue descrita por Carlos Linneo y publicado en Species Plantarum 884. 1753.
Citología
Número de cromosomas de Inula montana (Fam. Compositae) y táxones infraespecíficos:  2n=16
Etimología
Inula: nombre genérico que deriva de una palabra similar latína utilizada por los romanos para indicar precisamente a estas plantas. Otros autores proponen otra etimología: una derivación de una palabra griega enàein (= purificar) al referirse a las supuestas propiedades medicinales de algunas plantas de este tipo.
montana: epíteto latíno que significa "de la montaña"
Sinonimia
- Aster montanus All.
- Inula calycina (C.Presl) C.Presl
- Inula montana var. calycina (Presl) Batt.
- Inula montana var. lanata Font Quer & Pau
- Inula montana var. montana
- Pulicaria calycina C.Presl[7]

## Nombre común
- Castellano: falsa árnica, flor de árnica, herba del mal estrany, hierba montana, inula montana (3), montana, padres e hijos, tabaquera, té de risco, té de roca, árnica (9), árnica falsa, árnica montana, árnica montera (4), énula de monte, ínula montana. (el número entre paréntesis indica las especies que tienen el mismo nombre en España)[8]